# Dekanat Heilbronn-Neckarsulm
Das Dekanat Heilbronn-Neckarsulm ist eines von 25 Dekanaten in der Diözese Rottenburg-Stuttgart. Es umfasst das Stadtgebiet von Heilbronn sowie in etwa diejenigen Teile des Landkreises Heilbronn, welche früher zu Württemberg gehörten. Es entstand 2006 durch den Zusammenschluss der Dekanate Heilbronn und Neckarsulm. Der Sitz des Dekanats befindet sich in Heilbronn. Das Wappen wurde vom Deutschen Orden abgeleitet.

## Struktur
Das Dekanat gliedert sich in 16 Seelsorgeeinheiten (SE):
- SE 1 Gundelsheim

- Gemeinden:
  - Gundelsheim, Kirche St. Nikolaus (2248 Gläubige)
  - Gundelsheim-Bachenau, St. Walburga-Kirche (354 Gläubige)
  - Gundelsheim-Obergriesheim, Herz-Jesu-Kirche (470 Gläubige)
  - Gundelsheim-Tiefenbach, Kirche St. Jakobus (467 Gläubige)
  - Gundelsheim-Höchstberg, Wallfahrtskirche Unserer lieben Frau im Nussbaum (524 Gläubige)

- SE 2a Bad Friedrichshall-Offenau

- Gemeinden:
  - Bad Friedrichshall-Jagstfeld, Auferstehungskirche (1303 Gläubige)
  - Bad Friedrichshall-Kochendorf mit Bad Friedrichshall-Hagenbach, Kirche St. Barbara (2797 Gläubige)
  - Bad Friedrichshall-Duttenberg, Kirche St. Kilian (491 Gläubige)
  - Bad Friedrichshall-Untergriesheim,  Kirche St. Baptista (679 Gläubige)
  - Offenau, Kirche St. Alban (1185 Gläubige)

- SE 2b Oedheim + Degmarn

- Gemeinden:
  - Oedheim, St. Mauritius (2413 Gläubige)
  - Degmarn, St. Pankratius (427 Gläubige)

- SE 3 Neckarsulm

- Gemeinden:
  - Neckarsulm, Kirche St. Dionysius (4234 Gläubige)
  - Neckarsulm-Neuberg, Pfarrkirche St. Johannes (2563 Gläubige)
  - Pax Christi Amorbach/Plattenwald, Heilig-Geist-Kirche (2109 Gläubige)
  - Neckarsulm-Dahenfeld, Kirche St. Remigius (806 Gläubige)

- SE 4 Unterm Kayberg

- Gemeinden:
  - Erlenbach, Kirche St. Martinus (1440 Gläubige)
  - Erlenbach-Binswangen, Kirche St. Michael (726 Gläubige)

- SE 5 JaKoBuS

- Gemeinden:
  - Möckmühl, Kirche St. Kilian (1936 Gläubige)
  - Neuenstadt a. K.-Stein a. K., Kirche Heilig Kreuz (1191 Gläubige)
  - Neuenstadt a. K.-Kochertürn, Kirche Mariä Himmelfahrt (3080 Gläubige)

- SE 6 Über dem Salzgrund

- Gemeinden:
  - Heilbronn-Neckargartach, Kirche St. Michael (2126 Gläubige)
  - Heilbronn-Kirchhausen, Kirche St. Alban (1572 Gläubige)
  - Heilbronn-Biberach, Kirche St. Cornelius und Cyprian (2108 Gläubige)

- SE 7a Heilbronn-Böckingen

- Gemeinden:
  - Heilbronn-Böckingen Hl. Kreuz, Kirche Heilig Kreuz (4065 Gläubige)
  - Heilbronn-Böckingen  St. Kilian, St. Kilian (3994 Gläubige)

- SE 7b Heilbronn-Sontheim

- Gemeinden:
  - Heilbronn-Sontheim, Kirche St. Martinus (4017 Gläubige)

- SE 8a Heilbronn

- Gemeinden:
  - Heilbronn, St. Augustinus (5896 Gläubige)

- SE 8b Heilbronn

- Gemeinden:
  - Heilbronn, Deutschordensmünster St. Peter und Paul (5875 Gläubige)

- SE 9 Im Leintal

- Gemeinden:
  - Schwaigern, Kirche St. Martinus (2057 Gläubige)
  - Leingarten, Kirche St. Lioba (2343 Gläubige)
  - Massenbachhausen, Kirche St. Kilian (1683 Gläubige)

- SE 10 Zabergäu

- Gemeinden:
  - Brackenheim, Christus-König-Kirche
  - Brackenheim-Stockheim, Kirche St. Ulrich
  - Güglingen, Kirche zur Hl. Dreifaltigkeit

- SE 11 Neckar-Schozach

- Gemeinden:
  - St. Franziskus Lauffen, Kirche St. Paulus

- SE 12a

- Gemeinden:
  - Affaltrach (Obersulm), Kirche St. Johann Baptist (3841 Gläubige)

- SE 12b Unteres Weinsberger Tal

- Gemeinden:
  - Weinsberg, Kirche St. Joseph (2707 Gläubige)
  - Wimmental, Kirche St. Oswald (1574 Gläubige)